# Iluppaiyurani
Iluppaiyurani là một thị xã panchayat của quận Toothukudi thuộc bang Tamil Nadu, Ấn Độ.

## Nhân khẩu
Theo điều tra dân số năm 2001 của Ấn Độ, Iluppaiyurani có dân số 11.843 người. Phái nam chiếm 50% tổng số dân và phái nữ chiếm 50%. Iluppaiyurani có tỷ lệ 72% biết đọc biết viết, cao hơn tỷ lệ trung bình toàn quốc là 59,5%: tỷ lệ cho phái nam là 78%, và tỷ lệ cho phái nữ là 65%. Tại Iluppaiyurani, 10% dân số nhỏ hơn 6 tuổi.